# Lý Lan
Lý Lan (sinh ngày 16 tháng 7 năm 1957) là một nữ nhà văn, nhà thơ và dịch giả người Việt Nam.

## Tiểu sử
Lý Lan sinh ra tại Thủ Dầu Một, tỉnh Bình Dương. Quê mẹ ở Lái Thiêu, quê cha ở Triều Dương, Sán Đầu, Quảng Đông, Trung Quốc. 8 năm đầu đời Lý Lan sống ở quê mẹ, sau khi mẹ mất thì gia đình về Chợ Lớn định cư.
Lý Lan học khoảng 1 năm ở trường làng, nửa năm ở trường Trung Chánh, và Tiểu học Chợ Quán, Trung học Gia Long, trường Đại học Sư phạm Thành phố Hồ Chí Minh, và cao học (M.A.) Anh văn ở Đại học Wake Forest (Hoa Kỳ).
Từ năm 1980 Lý Lan bắt đầu dạy ở trường Trung học Cần Giuộc (Long An), năm 1984 chuyển về trường Trung học Hùng Vương, Thành phố Hồ Chí Minh. Năm 1991 chuyển qua trường Trung học Lê Hồng Phong, năm 1995 sang dạy ở Trường Đại học Văn Lang đến năm 1997 thì nghỉ dạy.
Lý Lan lập gia đình với Mart Stewart, một người Mỹ và hiện định cư ở cả hai nơi, Hoa Kỳ và Việt Nam.

## Tác phẩm
Truyện dài đầu tay của Lý Lan là Chàng nghệ sĩ in trên báo Tuổi Trẻ và được viết trong hoàn cảnh chưa đầy đủ giải thưởng (năm 1978). Lan tiếp tục viết và đăng truyện trên báo Tuổi Trẻ, Văn Nghệ Giải Phóng, Khăn Quàng Đỏ.
Tập truyện ngắn đầu tay Cỏ Hát (in chung với Trần Thùy Mai) xuất bản năm 1983 (Nhà xuất bản Tác phẩm Mới, Hà Nội). Tập truyện thiếu nhi Ngôi Nhà Trong Cỏ (Nhà xuất bản Kim Đồng, Hà Nội, 1984) được giải thưởng văn học thiếu nhi của Hội Nhà văn Việt Nam. Tập thơ Là Mình (Nhà xuất bản Văn Nghệ thành phố Hồ Chí Minh, 2005) được giải thưởng thơ Hội Nhà Văn Thành phố Hồ Chí Minh.
Tùy bút Cổng trường mở ra của Lý Lan được in trong Sách giáo khoa lớp 7, tập 1 của Việt Nam.
Tự truyện một con heo (Nhà xuất bản Trẻ, 2023) là tập truyện dài dành được giải thưởng "Hiệp sĩ Dế Mèn" tại lễ trao Giải thưởng Thiếu nhi Dế Mèn lần 5 - 2024.

### Harry Potter
Lý Lan là người đã được Nhà xuất bản Trẻ giao công việc dịch bộ truyện Harry Potter qua tiếng Việt. Với ngôn từ phong phú của mình, Lý Lan đã khiến cho Harry Potter để lại dấu ấn đậm nét trong người đọc Việt Nam. Công việc dịch truyện Harry Potter không phải là đơn giản, bởi câu chuyện chứa đựng nhiều từ tiếng Anh rất khó xác định nghĩa. Nhưng, Lý Lan đã dịch một cách khá chính xác và nhanh chóng tìm ra trong kho tàng của tiếng Việt nghĩa phù hợp cho những từ tiếng Anh đó.
Tuy nhiên cũng có một số cách chơi chữ trong Harry Potter mà Lý Lan đã bỏ qua hoặc không thể chuyển tải bằng tiếng Việt, hoặc một số trường hợp dịch sai. Đôi lúc lạm dụng việc dịch các câu thần chú sang tiếng Việt ở tập 7 quá nhiều.
Một số từ khó trong Harry Potter mà Lý Lan dịch:
| Tiếng Anh     | Tiếng Việt           | Ghi chú |
| ------------- | -------------------- | ------- |
| Pensieve      | Chậu tưởng ký        | Tập 4   |
| Horcruxes     | Trường sinh linh giá | Tập 6   |
| Felix Felicis | Phúc lạc dược        | Tập 6   |
| Spinner's End | Đường bàn xoay       | Tập 6   |

Lý Lan luôn hợp tác cùng với Nhà xuất bản Trẻ để dịch và cho ra mắt bản tiếng Việt với thời gian nhanh nhất, thể hiện qua việc vừa dịch vừa phát hành bằng các tập sách mỏng (từ tập 1 đến tập 5) và phát hành tập 6 chỉ trong 40 ngày sau bản tiếng Anh. Tuy nhiên, do áp lực thời gian, đã có những sai sót khi dịch. Ví dụ như, trong vài tập đầu của tập nhỏ tập 5, Lý Lan đã dịch Harry Potter and the Order of Phoenix là Harry Potter và Mệnh lệnh Phượng hoàng, sau khi dịch tới các phần sau, cô mới dịch theo đúng ý nghĩa của tác giả là Harry Potter và Hội Phượng hoàng. Hay trong tập 6, Lý Lan chỉ dịch 25 chương đầu còn 5 chương sau lại do Hương Lan dịch, nên hai giọng văn có phần không ăn khớp với nhau.... tuy vậy Lý Lan luôn cho ra những tác phẩm khiến lòng người rung động như (Cổng trường mở ra, Chút lãng mạn trong mưa, Khi nhà văn khóc...)

### Các tác phẩm đã xuất bản
- Ngôi nhà trong cỏ (Nhà xuất bản Kim Đồng, Hà Nội, 1984)
- Nơi Bình Yên Chim Hót (Nhà xuất bản Cà Mau, Cà Mau, 1986)
- Chút Lãng Mạn Trong Mưa (Nhà xuất bản Trẻ, TP HCM, 1987)
- Hội Lồng Đèn (Nhà xuất bản Kim Đồng, Hà Nội, 1991)
- Chiêm Bao Thấy Núi (Nhà xuất bản Trẻ, TP HCM, 1991)
- Truyện (in chung với Nguyễn Thị Minh Ngọc và Nguyễn Hải Chí, Nhà xuất bản Văn Nghệ thành phố Hồ Chí Minh, 1992)
- Những Người Lớn (Nhà xuất bản Kim Đồng, Hà Nội, 1992)
- Mưa Chuồn Chuồn (Nhà xuất bản Kim Đồng, Hà Nội, 1993)
- Chân Dung Người Hoa (Nhà xuất bản Văn Hoá, Hà Nội, 1994)
- Đất Khách, (Nhà xuất bản Văn Nghệ thành phố Hồ Chí Minh, 1995)
- Lệ Mai, (Nhà xuất bản Văn Nghệ thành phố Hồ Chí Minh, 1998)
- Thơ (in chung với Thanh Nguyên và Lưu Thị Lương, (Nhà xuất bản Văn Nghệ thành phố Hồ Chí Minh, 1998)
- Sài Gòn Chợ Lớn Rong Chơi (Nhà xuất bản Văn Nghệ thành phố Hồ Chí Minh, 1998)
- Khi Nhà Văn Khóc, (Nhà xuất bản Văn Nghệ thành phố Hồ Chí Minh, 1999)
- Dặm Đường Lang Thang, (Nhà xuất bản Văn Nghệ thành phố Hồ Chí Minh, 1999)
- Dị Mộng (Nhà xuất bản Trẻ, TP HCM, 2000)
- Quán Bạn (in chung với Thanh Nguyên, Lưu Thị Lương và Chim Trắng, Nhà xuất bản Trẻ, TP HCM, 2001)
- Một Góc Phố Tàu (Nhà xuất bản Văn học, Hà Nội, 2001)
- Ba Người và Ba Con Vật (Nhà xuất bản Kim Đồng, Hà Nội, 2002)
- Là Mình, (Nhà xuất bản Văn Nghệ thành phố Hồ Chí Minh, 2005)
- Người Đàn Bà Kể Chuyện, (Nhà xuất bản Văn Nghệ thành phố Hồ Chí Minh, 2006)
- Miên Man Tùy Bút, (Nhà xuất bản Văn Nghệ thành phố Hồ Chí Minh, 2007)
- Bí mật giữa tôi và thằn lằn đen (Nhà xuất bản Văn nghệ, 2008)
- Tiểu Thuyết Đàn Bà, (Nhà xuất bản Văn Nghệ thành phố Hồ Chí Minh, 2008)
- Cổng trường mở ra, (Nhà xuất bản Văn Nghệ thành phố Hồ Chí Minh, 2009)
- Hồi Xuân, (Nhà xuất bản Văn Nghệ thành phố Hồ Chí Minh, 2009)